# Michael Keaton
Michael Keaton, civilním jménem Michael John Douglas (* 5. září 1951, Coraopolis) je americký herec.
Proslul především rolí Batmana v amerických snímcích Batman z roku 1989 a Batman se vrací z roku 1992 (ve filmu Batman navždy z roku 1995 odmítl hrát poté, co byl režie zbaven Tim Burton, ve filmu Batmana pak ztvárnil Val Kilmer). Již předtím na sebe upozornil hlavní rolí v hororové komedii Tima Burtona Beetlejuice. Ke kasovním úspěchům patřil i vánoční snímek Jack Frost z roku 1998. Ceněn je i jako hlasový herec (Auta, Toy Story 3: Příběh hraček). Kritiky byl vlídně přijat například v krimi thrilleru Quentina Tarantina Jackie Brownová (1997). Zahrál si i postavu Vulture ve filmu Spider-Man: Homecoming, který měl premiéru 28. června 2017.
Pro umělecké jméno se v počátcích kariéry rozhodl kvůli zaměňování s hercem Michaelem Douglasem a  vybral si ho v telefonním seznamu.

## Filmografie

### Film
| Rok  | Název                      | Role                              | Poznámky               |
| ---- | -------------------------- | --------------------------------- | ---------------------- |
| 1982 | Noční služba               | Bill Blazejowski                  |                        |
| 1983 | Mr. máma                   | Jack Butler                       |                        |
| 1984 | Johnny Dangerously         | Johnny Kelly / Johnny Dangerously |                        |
| 1986 | Hurá!                      | Hunt Stevenson                    |                        |
| 1987 | Dítě štěstěny              | Harry Berg                        |                        |
| 1988 | Čistý a střízlivý          | Daryl Poynter                     |                        |
| 1988 | Beetlejuice                | Betelgeuse (Beetlejuice)          |                        |
| 1989 | Parta snů                  | Billy Caufield                    |                        |
| 1989 | Batman                     | Bruce Wayne / Batman              |                        |
| 1990 | Psychopat ze San Francisca | Carter Hayes / James Danforth     |                        |
| 1991 | Polda Artie Lewis          | Artie Lewis                       |                        |
| 1992 | Batman se vrací            | Bruce Wayne / Batman              |                        |
| 1993 | Můj život                  | Bob Ivanovich / Jones             |                        |
| 1993 | Mnoho povyku pro nic       | Dogberry                          |                        |
| 1994 | Noviny                     | Henry Hackett                     |                        |
| 1994 | Bez řečí                   | Kevin Vallick                     |                        |
| 1996 | Jako vejce vejci           | Doug Kinney/Lenny/Rico/Lenny      |                        |
| 1997 | Jackie Brownová            | Ray Nicolette                     |                        |
| 1998 | Zakázané ovoce             | Ray Nicolette                     |                        |
| 1998 | Jack Frost                 | Jack Frost                        |                        |
| 2000 | Sláva vítězům              | Peter Cameron                     |                        |
| 2003 | Tekoucí písek              | Martin Raikes                     |                        |
| 2004 | Láska na hlídání           | John MacKenzie                    |                        |
| 2005 | Šestý zápas                | Nicky Rogan                       |                        |
| 2005 | Můj auťák Brouk            | Ray Peyton                        |                        |
| 2005 | Hlas smrti                 | Jonathan Rivers                   |                        |
| 2006 | Na poslední chvíli         | Ted Riker                         | také výkonný producent |
| 2006 | Auta                       | Chick Hicks (hlas)                |                        |
| 2008 | Vánoční vrah               | Frank Logan                       | také režisér           |
| 2009 | Absolventka                | Walter Malby                      |                        |
| 2010 | Toy Story 3: Příběh hraček | Ken (hlas)                        |                        |
| 2010 | Benga v záloze             | Gene Mauch                        |                        |
| 2014 | Robocop                    | Raymond Sellars                   |                        |
| 2014 | Birdman                    | Riggan Thomson / Birdman          |                        |
| 2014 | Need for Speed             | "Monarch"                         |                        |
| 2015 | Spotlight                  | Walter V. Robinson                |                        |
| 2015 | Mimoni                     | Walter Nelson (hlas)              |                        |
| 2016 | Zakladatel                 | Ray Kroc                          |                        |
| 2017 | Spider-Man: Homecoming     | Adrian Toomes / Vulture           |                        |
| 2017 | Americký zabiják           | Stan Hurley                       |                        |
| 2019 | Dumbo                      | V. A. Vandevere                   |                        |
| 2020 | Jaká je cena života        | Kenneth Feinberg                  |                        |
| 2020 | Chicagský tribunál         | Ramsey Clark                      |                        |
| 2021 | Pomsta                     | Rembrandt                         |                        |
| 2022 | Morbius                    | Adrian Toomes / Vulture           | cameo                  |
| 2023 | Flash                      | Bruce Wayne / Batman              |                        |
| 2023 | Aristotelův pád            | John Knox                         |                        |
| 2024 | Vlastně tě mám ráda, tati  | Andy Goodrich                     |                        |
| 2024 | Beetlejuice Beetlejuice    | Betelgeuse (Beetlejuice)          |                        |

### Televize
| Rok  | Název          | Role           | Poznámky            |
| ---- | -------------- | -------------- | ------------------- |
| 2001 | Simpsonovi     | Jack Crowley   | díl: „Marge a mukl“ |
| 2002 | Živě z Bagdádu | Robert Wiener  | TV film             |
| 2002 | Frasier        | Blaine Sternin | díl: „Kola štěstí“  |
| 2007 | V síti CIA     | James Angleton | 3 díly              |
| 2011 | Studio 30 Rock | Tom            | 2 díly              |
| 2013 | Bez minulosti  | Joe Stumpo     | TV film             |
| 2021 | Absťák         | Samuel Finnix  | 8 dílů              |